# Омега¹ Скорпиона
Омега1 Скорпиона (ω1 Scorpii, ω1 Sco) — звезда в зодиакальном созвездии Скорпиона. Обладает видимой звёздной величиной 3,95 и доступна для наблюдения невооружённым глазом. Измерения параллакса привели к оценке расстояния от Солнца до звезды 470 световых лет. Омега1 Скорпиона входит в состав ассоциации Скорпиона — Центавра.
Омега1 Скорпиона является звездой главной последовательности спектрального класса B1 V. Обладает светимостью около 9120 светимостей Солнца, что согласуется с оценками возраста 5 млн лет и массы 11 масс Солнца. Радиус в 6,6 раза превышает солнечный. Эффективная температура внешних слоёв атмосферы составляет 26530 K.
Омега1 Скорпиона является переменной звездой типа Беты Цефея и испытывает нерадиальные пульсации, 15 циклов за сутки. При этом температура поверхности колеблется от 28300 K до 22600 K вдоль экватора. Звезда быстро вращается, проективная скорость вращения составляет 105 км/с, период вращения оценивается в 14,4 часа. Полярная ось звезды наклонена к лучу зрения с Земли под углом около 60°.